# Коротово
Коротово — деревня в Череповецком районе Вологодской области. Административный центр Коротовского сельского поселения.
С точки зрения административно-территориального деления входит в Коротовский сельсовет.

## География
Расстояние до районного центра Череповца по автодороге — 68 км. Ближайшие населённые пункты — Сосновка, Анфалово, Паршино.

## История
В 1927—1931 и 1940—1959 годах деревня Коротово была центром Уломского района Ленинградской, а затем Вологодской областей.

## Население
| 2010 |
| ---- |
| 654  |

По переписи 2002 года население — 792 человека (354 мужчины, 438 женщин). Преобладающая национальность — русские (99 %).

## Известные уроженцы
- Данилов, Степан Павлович — Герой Советского Союза.